# 糸満市西崎球場
糸満市西崎球場（いとまんしにしざききゅうじょう）は、沖縄県糸満市西崎町3-1の西崎運動公園内にある、糸満市が管理運営している野球場である。
1983年に完成、1987年には国体の試合会場としても利用された。 またプロ野球のオリックス・ブレーブスが1989年の春季キャンプで使用した（1992年まで）。
2022年からは千葉ロッテマリーンズの春季2次キャンプとして使用される。
高校野球での使用は、1990年代後半以降ほとんど公式戦の試合会場として使用されなくなっていたが、2006年度から再び使用されるようになっている。

## 主な開催実績

### プロ野球オープン戦
- 1990年2月24日 オリックス3-7ダイエー 勝：原田 敗 ：山内 本：松永浩美(B),畠山準 観衆：12,000人
- 1991年3月3日 オリックス11-2日本ハム 勝：森 敗：内山 本：松永浩美,藤井康雄（B）
- 1992年2月29日 オリックス5-3日本ハム 勝：森 敗：南 観衆：9,000人

### 国際試合
2025年9月に沖縄県で開催される第32回WBSC U-18ワールドカップにおいて、本球場が会場の一部として使用される。

## 施設概要
- 構造:メインスタンドPC材組立式ラーメン構造、スコアボードRC構造
- 両翼97.6m 中堅122m
- 内野：黒土、外野：天然芝
- 収容人数:12,000人(メインスタンド2,500人、内野スタンド3.000人、外野スタンド6,500人)
- ナイター設備:6基(一般競技用平均500Lx、内野1,000Lx、外野300Lx)
- スコアボード:得点部分は電光式、その他は手書き式
- ブルペン:1塁側および3塁側ファウルグラウンドに各2名分あり

## 交通
- 那覇空港より車で約15分
- 81番は親水公園前バス停で、89番(西崎経由)は西崎運動公園前または西崎第二団地前バス停で下車。